# Austria na Letnich Igrzyskach Olimpijskich 2020
Austrię na Letnich Igrzyskach Olimpijskich 2020 reprezentowało 73 zawodników: 36 mężczyzn i 37 kobiet. Był to 28. start reprezentacji Austrii na letnich igrzyskach olimpijskich.

## Zdobyte medale
Źródło: olympics.com.
| Medal  | Zawodnik            | Dyscyplina          | Konkurencja                        | Rezultat                                                                   | Data       |
| ------ | ------------------- | ------------------- | ---------------------------------- | -------------------------------------------------------------------------- | ---------- |
| Złoto  | Anna Kiesenhofer    | Kolarstwo szosowe   | wyścig ze startu wspólnego kobiet  | 3:52:45                                                                    | 25 lipca   |
| Srebro | Michaela Polleres   | Judo                | kategoria do 70 kg kobiet          | W finale uległa reprezentantce Japonii Chizuru Arai                        | 28 lipca   |
| Brąz   | Szamil Borczaszwili | Judo                | kategoria do 81 kg mężczyzn        | W pojedynku o brązowy medal pokonał reprezentanta Niemiec Dominica Ressela | 27 lipca   |
| Brąz   | Magdalena Lobnig    | Wioslarstwo         | jedynka kobiet                     | 7:19,72                                                                    | 30 lipca   |
| Brąz   | Lukas Weißhaidinger | Lekkoatletyka       | rzut dyskiem mężczyzn              | 67,07                                                                      | 31 lipca   |
| Brąz   | Bettina Plank       | Karate              | kumite kobiet waga do 55 kg kobiet | W półfinale uległa reprezentantce Bułgarii Iwet Goranowej                  | 5 sierpnia |
| Brąz   | Jakob Schubert      | Wspinaczka sportowa | mężczyźni                          |                                                                            | 5 sierpnia |

## Wyniki

### Badminton
| Zawodnik    | Konkurencja        | Faza grupowa               | Faza grupowa                | Faza grupowa     | Pozycja | 1/8              | Ćwierćfinały     | Półfinały        | Finał            | Finał   | Źródło            |
| Zawodnik    | Konkurencja        | Przeciwnik Wynik           | Przeciwnik Wynik            | Przeciwnik Wynik | Pozycja | Przeciwnik Wynik | Przeciwnik Wynik | Przeciwnik Wynik | Przeciwnik Wynik | Pozycja | Źródło            |
| ----------- | ------------------ | -------------------------- | --------------------------- | ---------------- | ------- | ---------------- | ---------------- | ---------------- | ---------------- | ------- | ----------------- |
| Luka Wraber | gra pojedyncza (m) | Axelsen 0:2 (12-21, 11-21) | Koljonen 0:2 (13-21, 17-21) | N\A              | 3.      | NQ               | NQ               | NQ               | NQ               | 15.     | [ 4 ] [ 5 ] [ 6 ] |

### Gimnastyka

#### Gimnastyka sportowa
Kobiety
| Zawodniczka    | Konkurencja            | Kwalifikacje | Kwalifikacje | Kwalifikacje | Kwalifikacje | Kwalifikacje | Kwalifikacje | Finał     | Finał     | Finał     | Finał     | Finał | Finał   | Źródło |
| Zawodniczka    | Konkurencja            | Przyrządy    | Przyrządy    | Przyrządy    | Przyrządy    | Razem        | Pozycja      | Przyrządy | Przyrządy | Przyrządy | Przyrządy | Razem | Pozycja | Źródło |
| Zawodniczka    | Konkurencja            | V            | UB           | BB           | F            | Razem        | Pozycja      | V         | UB        | BB        | F         | Razem | Pozycja | Źródło |
| -------------- | ---------------------- | ------------ | ------------ | ------------ | ------------ | ------------ | ------------ | --------- | --------- | --------- | --------- | ----- | ------- | ------ |
| Elisa Hämmerle | wielobój indywidualnie | 12,533       | 12,600       | 11,800       | 12,000       | 48,933       | 66.          | NQ        | NQ        | NQ        | NQ        | NQ    | NQ      | [ 7 ]  |

### Golf
| Zawodnik        | Konkurencja | Runda 1 | Runda 2 | Runda 3 | Runda 4 | Łącznie | Łącznie | Łącznie | Źródło |
| Zawodnik        | Konkurencja | Wynik   | Wynik   | Wynik   | Wynik   | Wynik   | Par     | Pozycja | Źródło |
| --------------- | ----------- | ------- | ------- | ------- | ------- | ------- | ------- | ------- | ------ |
| Sepp Straka     | mężczyźni   | 63      | 71      | 68      | 68      | 270     | - 14    | 10.     | [ 8 ]  |
| Matthias Schwab | mężczyźni   | 69      | 69      | 70      | 67      | 275     | - 9     | 27.     | [ 8 ]  |
| Christine Wolf  | kobiety     | 71      | 72      | 81      | 83      | 297     | + 13    | 56.     | [ 9 ]  |

### Jeździectwo
Ujeżdżenie
| Zawodnik                                               | Koń           | Konkurencja                                 | Grand Prix | Grand Prix | Grand Prix Special | Grand Prix Special | Finał | Finał | Źródło |
| Zawodnik                                               | Koń           | Konkurencja                                 | Wynik      | Poz.       | Wynik              | Poz.               | Wynik | Poz.  | Źródło |
| ------------------------------------------------------ | ------------- | ------------------------------------------- | ---------- | ---------- | ------------------ | ------------------ | ----- | ----- | ------ |
| Christian Schumach                                     | indywidualnie | Te'Quiero Sf                                | 70,900     | 21.        | NQ                 | NQ                 | NQ    | NQ    | [ 10 ] |
| Florian Bacher                                         | indywidualnie | Fidertraum Old                              | 69,813     | 30.        | NQ                 | NQ                 | NQ    | NQ    | [ 10 ] |
| Victoria Max-Theurer                                   | indywidualnie | Abegglen Fh Nrw                             | WD         | WD         | WD                 | WD                 | WD    | WD    | [ 10 ] |
| Victoria Max-Theurer Christian Schumach Florian Bacher | drużynowe     | Abegglen Fh Nrw Te'Quiero Sf Fidertraum Old | EL         | EL         | NQ                 | NQ                 | NQ    | NQ    | [ 11 ] |

WKKW
| Zawodnik               | Konkurencja   | Koń           | Ujeżdżenie | Cross country | Skoki (runda kwalifikacyjna) | Razem | Skoki (runda finałowa) | Finał | Pozycja | Źródło |
| ---------------------- | ------------- | ------------- | ---------- | ------------- | ---------------------------- | ----- | ---------------------- | ----- | ------- | ------ |
| Lea Siegl              | indywidualnie | Fighting Line | 32,60      | 2,40          | 4,00                         | 39,00 | 8,00                   | 47,00 | 15.     | [ 12 ] |
| Katrin Khoddam Hazrati | indywidualnie | Cosma         | WD         | WD            | WD                           | WD    | WD                     | WD    | WD      | [ 12 ] |

### Judo
| Zawodnik            | Konkurencja | 1/32             | 1/16             | 1/8                       | Ćwierćfinał        | Półfinał          | Repasaże         | Finał / 3.miejsce | Finał / 3.miejsce | Źródła |
| Zawodnik            | Konkurencja | Przeciwnik Wynik | Przeciwnik Wynik | Przeciwnik Wynik          | Przeciwnik Wynik   | Przeciwnik Wynik  | Przeciwnik Wynik | Przeciwnik Wynik  | Pozycja           | Źródła |
| ------------------- | ----------- | ---------------- | ---------------- | ------------------------- | ------------------ | ----------------- | ---------------- | ----------------- | ----------------- | ------ |
| Shamil Borchashvili | -81 kg (m)  | BYE              | Egutidze W 01-00 | Muki W 01-00              | Boltaboyev W 01-00 | Mollaji P 00-10   | N/A              | Ressel W 10-00    | brąz              | [ 13 ] |
| Stephan Hegyi       | +100 kg (m) | N/A              | Riner P 00-10    | NQ                        | NQ                 | NQ                | NQ               | NQ                | 17.               | [ 14 ] |
| Sabrina Filzmoser   | -57 kg (k)  | N/A              | Verhagen P 00-10 | NQ                        | NQ                 | NQ                | NQ               | NQ                | 17.               | [ 15 ] |
| Magdalena Krssakova | -63 kg (k)  | N/A              | Yang W 10-00     | Beauchemin-Pinard P 00-10 | NQ                 | NQ                | NQ               | NQ                | 9.                | [ 16 ] |
| Michaela Polleres   | -70 kg (k)  | N/A              | Fletcher W 01-00 | Kim W 01-00               | Matić W 01-00      | van Dijke W 01-00 | N/A              | Arai P 00-01      | srebro            | [ 17 ] |
| Bernadette Graf     | -78 kg (k)  | N/A              | Ma W 10-00       | Malonga P 00-11           | NQ                 | NQ                | NQ               | NQ                | 9.                | [ 18 ] |

### Kajakarstwo

#### Kajakarstwo klasyczne
| Zawodnik                           | Konkurencja   | Eliminacje | Eliminacje | Ćwierćfinały | Ćwierćfinały | Półfinały | Półfinały | Finał A/B | Finał A/B  | Pozycja | Źródło |
| Zawodnik                           | Konkurencja   | Czas       | Pozycja    | Czas         | Pozycja      | Czas      | Pozycja   | Czas      | Pozycja    | Pozycja | Źródło |
| ---------------------------------- | ------------- | ---------- | ---------- | ------------ | ------------ | --------- | --------- | --------- | ---------- | ------- | ------ |
| Viktoria Schwarz                   | K-1 500 m (k) | 1:51,750   | 3.         | N/A          | N/A          | 1:56,475  | 6.        | 1:59,475  | 8. Finał C | 24.     | [ 19 ] |
| Ana Roxana Lehaci                  | K-1 500 m (k) | 1:55,067   | 6.         | 1:53,378     | 5.           | NQ        | NQ        | NQ        | NQ         | 34.     | [ 19 ] |
| Ana Roxana Lehaci Viktoria Schwarz | K-2 500 m (k) | 1:48,220   | 3.         | 1:49,777     | 3.           | 1:39,497  | 6.        | 1:40,007  | 4. Finał B | 12.     | [ 19 ] |

#### Kajakarstwo górskie
| Zawodnik            | Konkurencja | Eliminacje | Eliminacje | Eliminacje | Eliminacje | Eliminacje | Eliminacje | Półfinały | Półfinały | Finał  | Finał   | Pozycja | Źródło |
| Zawodnik            | Konkurencja | P 1        | M.         | P 2        | M.         | Razem      | M.         | Czas      | Miejsce   | Czas   | Miejsce | Pozycja | Źródło |
| ------------------- | ----------- | ---------- | ---------- | ---------- | ---------- | ---------- | ---------- | --------- | --------- | ------ | ------- | ------- | ------ |
| Felix Oschmautz     | K-1 (m)     | 94,10      | 8.         | 92,18      | 7.         | 92,18      | 7.         | 98,42     | 9.        | 98,79  | 4.      | 4.      | [ 20 ] |
| Viktoria Wolffhardt | K-1 (k)     | 114,63     | 14.        | 112,28     | 15.        | 112,28     | 16.        | 112,11    | 11.       | NQ     | NQ      | 11.     | [ 20 ] |
| Nadine Weratschnig  | C-1 (k)     | 112,47     | 4.         | 115,56     | 10.        | 112,47     | 6.         | 119,69    | 7         | 119,41 | 5.      | 5.      | [ 20 ] |

### Karate
| Zawodnik      | Konkurencja     | Faza grupowa     | Faza grupowa     | Faza grupowa     | Faza grupowa     | Faza grupowa | Półfinały        | Finał            | Finał   | Źródło                                    |
| Zawodnik      | Konkurencja     | Przeciwnik Wynik | Przeciwnik Wynik | Przeciwnik Wynik | Przeciwnik Wynik | Pozycja      | Przeciwnik Wynik | Przeciwnik Wynik | Pozycja | Źródło                                    |
| ------------- | --------------- | ---------------- | ---------------- | ---------------- | ---------------- | ------------ | ---------------- | ---------------- | ------- | ----------------------------------------- |
| Bettina Plank | do 55 kg kobiet | Miyahara 2:6     | Żangbyrbaj 4:3   | Terluha 0:0      | Sayed 3:1        | 2.           | Goranowa 3:4     | NQ               | brąz    | [ 21 ] [ 22 ] [ 23 ] [ 24 ] [ 25 ] [ 26 ] |

### Kolarstwo

#### Kolarstwo szosowe
| Zawodnik            | Konkurencja                    | Czas       | Pozycja | Źródło |
| ------------------- | ------------------------------ | ---------- | ------- | ------ |
| Patrick Konrad      | wyścig ze startu wspólnego (m) | 6:09:04    | 18.     | [ 27 ] |
| Hermann Pernsteiner | wyścig ze startu wspólnego (m) | 6:13:17    | 30.     | [ 27 ] |
| Gregor Mühlberger   | wyścig ze startu wspólnego (m) | 6:21:46    | 70.     | [ 27 ] |
| Patrick Konrad      | jazda indywidualna na czas (m) | 1:02:05,08 | 31.     | [ 27 ] |
| Anna Kiesenhofer    | wyścig ze startu wspólnego (k) | 3:52:45    | złoto   | [ 28 ] |

#### Kolarstwo torowe
Madison
| Zawodnik                    | Konkurencja | Punkty | Punkty  | Punkty  | Punkty  | Pozycja | Źródło |
| Zawodnik                    | Konkurencja | Sprint | Okr.pkt | Okr.pkt | Łącznie | Pozycja | Źródło |
| --------------------------- | ----------- | ------ | ------- | ------- | ------- | ------- | ------ |
| Zawodnik                    | Konkurencja | Sprint | +       | -       | Łącznie | Pozycja | Źródło |
| Andreas Graf Andreas Müller | mężczyźni   |        |         | 20      | DNF     | DNF     | [ 29 ] |

Omnium
| Zawodnik       | Konkurencja | Scratch | Scratch | Wyścig tempowy | Wyścig tempowy   | Wyścig tempowy | Wyścig eliminacyjny | Wyścig eliminacyjny | Wyścig punktowy | Wyścig punktowy | Wyścig punktowy | Suma punktów | Pozycja | Źródło |
| Zawodnik       | Konkurencja | Miejsce | Punkty  | Miejsce        | Punkty wyścigowe | Punkty         | Miejsce             | Punkty              | Sprint          | Okrążenia       | Miejsce         | Suma punktów | Pozycja | Źródło |
| -------------- | ----------- | ------- | ------- | -------------- | ---------------- | -------------- | ------------------- | ------------------- | --------------- | --------------- | --------------- | ------------ | ------- | ------ |
| Andreas Müller | mężczyźni   | 19.     | 4       | 20             | -20              | 2              | 20.                 | 2                   | 0               | 0               | 16.             | 8            | 18.     | [ 29 ] |

#### Kolarstwo górskie
| Zawodnik      | Konkurencja       | Czas    | Pozycja | Źródło |
| ------------- | ----------------- | ------- | ------- | ------ |
| Max Foidl     | cross-country (m) | 1:28:45 | 17.     | [ 30 ] |
| Laura Stigger | cross-country (k) | DNF     | DNF     | [ 31 ] |

### Lekkoatletyka
Konkurencje biegowe
| Zawodnik        | Konkurencja | Eliminacje | Eliminacje | Półfinał | Półfinał | Finał   | Finał   | Źródło |
| Zawodnik        | Konkurencja | Wynik      | Miejsce    | Wynik    | Miejsce  | Wynik   | Miejsce | Źródło |
| --------------- | ----------- | ---------- | ---------- | -------- | -------- | ------- | ------- | ------ |
| Peter Herzog    | maraton (m) | N/A        | N/A        | N/A      | N/A      | 2:22:15 | 61.     | [ 32 ] |
| Lemawork Ketema | maraton (m) | N/A        | N/A        | N/A      | N/A      | DNF     | DNF     | [ 32 ] |
| Susanne Walli   | 400 m (k)   | 52,19      | 3.         | 51,52    | 6.       | NQ      | NQ      | [ 33 ] |

Konkurencje techniczne
| Zawodnik            | Konkurencja        | Kwalifikacje | Kwalifikacje | Finał | Finał   | Źródło |
| Zawodnik            | Konkurencja        | Wynik        | Miejsce      | Wynik | Miejsce | Źródło |
| ------------------- | ------------------ | ------------ | ------------ | ----- | ------- | ------ |
| Lukas Weißhaidinger | rzut dyskiem (m)   | 64,77        | 5.           | 67,07 | brąz    | [ 34 ] |
| Victoria Hudson     | rzut oszczepem (k) | 58,60        | 21.          | NQ    | NQ      | [ 35 ] |

Wieloboje
Siedmiobój
| Zawodnik       | Konkurencja | 100 m | HJ   | SP    | 200 m | LJ   | JT    | 800 m   | Razem | Pozycja | Źródło |
| -------------- | ----------- | ----- | ---- | ----- | ----- | ---- | ----- | ------- | ----- | ------- | ------ |
| Ivona Dadic    | Rezultat    | 13,61 | 1,83 | 14,10 | 24,33 | 6,11 | 48,40 | 2:15,10 | 6403  | 8.      | [ 36 ] |
| Ivona Dadic    | Punkty      | 1034  | 1016 | 801   | 949   | 883  | 829   | 891     | 6403  | 8.      | [ 36 ] |
| Verena Preiner | Rezultat    | 13,65 | 1,77 | 13,59 | 24,55 | 6,12 | 44,95 | 2:07,92 | 6310  | 11.     | [ 36 ] |
| Verena Preiner | Punkty      | 1028  | 941  | 767   | 929   | 887  | 763   | 995     | 6310  | 11.     | [ 36 ] |

### Pięciobój nowoczesny
| Zawodnik        | Konkurencja | Szermierka      | Szermierka | Szermierka | Pływanie | Pływanie | Pływanie | Jazda konna | Jazda konna | Kombinacja: strzelanie/bieg przełajowy | Kombinacja: strzelanie/bieg przełajowy | Kombinacja: strzelanie/bieg przełajowy | Suma punktów | Pozycja | Źródło |
| Zawodnik        | Konkurencja | Wynik (wygrane) | M.         | Punkty     | Czas     | M.       | Punkty   | M.          | Punkty      | Czas                                   | M.                                     | Punkty                                 | Suma punktów | Pozycja | Źródło |
| --------------- | ----------- | --------------- | ---------- | ---------- | -------- | -------- | -------- | ----------- | ----------- | -------------------------------------- | -------------------------------------- | -------------------------------------- | ------------ | ------- | ------ |
| Gustav Gustenau | mężczyźni   | 18              | 14.        | 210        | 1:56,93  | 4.       | 317      | 1.          | 300         | 11:47,97                               | 29.                                    | 593                                    | 1420         | 16.     | [ 37 ] |

### Pływanie
| Zawodnik             | Konkurencja           | Eliminacje | Eliminacje | Półfinał | Półfinał | Finał    | Finał   | Źródło        |
| Zawodnik             | Konkurencja           | Czas       | Miejsce    | Czas     | Miejsce  | Czas     | Miejsce | Źródło        |
| -------------------- | --------------------- | ---------- | ---------- | -------- | -------- | -------- | ------- | ------------- |
| Heiko Gigler         | 50 m dowolnym (m)     | 22,17      | 22.        | NQ       | NQ       | NQ       | NQ      | [ 38 ]        |
| Felix Auböck         | 400 m dowolnym (m)    | 3:43,91    | 2.         | N/A      | N/A      | 3:44,07  | 4.      | [ 39 ] [ 40 ] |
| Felix Auböck         | 800 m dowolnym (m)    | 7:45,73    | 4.         | N/A      | N/A      | 7:49,14  | 7.      | [ 41 ] [ 42 ] |
| Felix Auböck         | 1500 m dowolnym (m)   | 14:51,88   | 7.         | N/A      | N/A      | 15:03,47 | 7.      | [ 43 ] [ 44 ] |
| Bernhard Reitshammer | 100 m grzbietowym (m) | 53,22      | 35.        | NQ       | NQ       | NQ       | NQ      | [ 45 ]        |
| Bernhard Reitshammer | 100 m klasycznym (m)  | 1:00,41    | 30.        | NQ       | NQ       | NQ       | NQ      | [ 46 ]        |
| Simon Bucher         | 100 m motylkowym (m)  | 52,52      | 37.        | NQ       | NQ       | NQ       | NQ      | [ 47 ]        |
| Bernhard Reitshammer | 200 m zmiennym (m)    | 1:59,56    | 32.        | NQ       | NQ       | NQ       | NQ      | [ 48 ]        |
| Marlene Kahler       | 400 m dowolnym (k)    | 4:08,37    | 17.        | N/A      | N/A      | NQ       | NQ      | [ 49 ]        |
| Marlene Kahler       | 800 m dowolnym (k)    | 8:36,16    | 22.        | N/A      | N/A      | NQ       | NQ      | [ 50 ]        |
| Marlene Kahler       | 1500 m dowolnym (k)   | 16:20,05   | 19.        | N/A      | N/A      | NQ       | NQ      | [ 51 ]        |
| Lena Grabowski       | 100 m grzbietowym (k) | 1:01,80    | 29.        | NQ       | NQ       | NQ       | NQ      | [ 52 ]        |
| Lena Grabowski       | 200 m grzbietowym (k) | 2:09,77    | 10.        | 2:10,10  | 12.      | NQ       | NQ      | [ 53 ]        |

### Pływanie synchroniczne
| Zawodnik                                     | Konkurencja | Eliminacje       | Eliminacje    | Eliminacje | Eliminacje | Finał            | Finał         | Finał    | Finał   | Źródło               |
| Zawodnik                                     | Konkurencja | Runda techniczna | Runda dowolna | Razem      | Miejsce    | Runda techniczna | Runda dowolna | Razem    | Miejsce | Źródło               |
| Zawodnik                                     | Konkurencja | Punkty           | Punkty        | Punkty     | Miejsce    | Punkty           | Punkty        | Punkty   | Miejsce | Źródło               |
| -------------------------------------------- | ----------- | ---------------- | ------------- | ---------- | ---------- | ---------------- | ------------- | -------- | ------- | -------------------- |
| Anna-Maria Alexandri Eirini-Marina Alexandri | duety       | 90,3773          | 90,5000       | 180,8773   | 7.         | 90,3773          | 91,8000       | 182,1773 | 7.      | [ 54 ] [ 55 ] [ 56 ] |

### Podnoszenie ciężarów
| Zawodnik           | Konkurencja      | Rwanie | Rwanie  | Podrzut | Podrzut | Razem  | Pozycja | Źródło |
| Zawodnik           | Konkurencja      | Wynik  | Pozycja | Wynik   | Pozycja | Razem  | Pozycja | Źródło |
| ------------------ | ---------------- | ------ | ------- | ------- | ------- | ------ | ------- | ------ |
| Sargis Martirosjan | +109 kg mężczyzn | 180 kg | 5.      | 201 kg  | 12.     | 381 kg | 10.     | [ 57 ] |
| Sarah Fischer      | +87 kg kobiet    | 97 kg  | 9.      | 123 kg  | 10.     | 220 kg | 10.     | [ 57 ] |

### Skateboarding
| Zawodnik       | Konkurencja | Eliminacje | Eliminacje | Finał  | Finał   | Źródło |
| Zawodnik       | Konkurencja | Punkty     | Miejsce    | Punkty | Miejsce | Źródło |
| -------------- | ----------- | ---------- | ---------- | ------ | ------- | ------ |
| Julia Brückler | street (k)  | 5,10       | 18.        | NQ     | NQ      | [ 58 ] |

### Strzelectwo
| Zawodnik         | Konkurencja               | Kwalifikacje | Kwalifikacje | Finał | Finał   | Źródło |
| Zawodnik         | Konkurencja               | Wynik        | Pozycja      | Wynik | Pozycja | Źródło |
| ---------------- | ------------------------- | ------------ | ------------ | ----- | ------- | ------ |
| Lucas Kozeniesky | karabin pneumatyczny (m)  | 627,0        | 13.          | NQ    | NQ      | [ 59 ] |
| Sylvia Steiner   | pistolet pneumatyczny (k) | 573-16x      | 15.          | NQ    | NQ      | [ 60 ] |
| Sylvia Steiner   | pistolet sportowy (k)     | 577-15x      | 29.          | NQ    | NQ      | [ 61 ] |

### Tenis stołowy
| Zawodnik                         | Konkurencja           | Eliminacje       | Runda 1          | Runda 2          | Runda 3          | 1/8 finału       | Ćwierćfinały     | Półfinały        | Finał            | Finał   | Źródło |
| Zawodnik                         | Konkurencja           | Przeciwnik Wynik | Przeciwnik Wynik | Przeciwnik Wynik | Przeciwnik Wynik | Przeciwnik Wynik | Przeciwnik Wynik | Przeciwnik Wynik | Przeciwnik Wynik | Pozycja | Źródło |
| -------------------------------- | --------------------- | ---------------- | ---------------- | ---------------- | ---------------- | ---------------- | ---------------- | ---------------- | ---------------- | ------- | ------ |
| Daniel Habesohn                  | gra pojedyncza (m)    | BYE              | BYE              | Chew W 4-1       | Freitas P 3-4    | NQ               | NQ               | NQ               | NQ               | 17.     | [ 62 ] |
| Robert Gardos                    | gra pojedyncza (m)    | BYE              | BYE              | Drinkhall P 1-4  | NQ               | NQ               | NQ               | NQ               | NQ               | 33.     | [ 62 ] |
| Liu Jia                          | gra pojedyncza (k)    | Zaza W 4-0       | Haponowa W 4-2   | Michajłowa W 4-3 | Díaz W 4-0       | Jeon P 0-4       | NQ               | NQ               | NQ               | 9.      | [ 63 ] |
| Sofia Polcanova                  | gra pojedyncza (k)    | BYE              | BYE              | BYE              | Batra W 4-0      | Ishikawa P 0-4   | NQ               | NQ               | NQ               | 9.      | [ 63 ] |
| Liu Jia Liu Yuan Sofia Polcanova | turniej drużynowy (k) | N/A              | N/A              | N/A              | N/A              | Chiny · P 0-3    | NQ               | NQ               | NQ               | 9.      | [ 64 ] |

### Tenis ziemny
| Zawodnik                     | Konkurencja | Pierwsza runda   | Druga runda                      | Trzecia runda                | Ćwierćfinały     | Półfinały        | Finał            | Finał   | Źródło |
| Zawodnik                     | Konkurencja | Przeciwnik Wynik | Przeciwnik Wynik                 | Przeciwnik Wynik             | Przeciwnik Wynik | Przeciwnik Wynik | Przeciwnik Wynik | Pozycja | Źródło |
| ---------------------------- | ----------- | ---------------- | -------------------------------- | ---------------------------- | ---------------- | ---------------- | ---------------- | ------- | ------ |
| Oliver Marach Philipp Oswald | debel (m)   | N/A              | Millman Saville W 2-0 (7:5, 6:2) | Cabal Farah P 0-2 (4:6, 1:6) | NQ               | NQ               | NQ               | 9.      | [ 65 ] |

### Triathlon
| Zawodnik      | Konkurencja | Pływanie | Zmiana 1 | Jazda na rowerze | Zmiana 2 | Bieg  | Czas    | Pozycja | Źródło |
| ------------- | ----------- | -------- | -------- | ---------------- | -------- | ----- | ------- | ------- | ------ |
| Julia Hauser  | kobiety     | DNF      | DNF      | DNF              | DNF      | DNF   | DNF     | DNF     | [ 66 ] |
| Lisa Perterer | kobiety     | 20:03    | 0:42     | 1:06:14          | 0:35     | 35:26 | 2:03:00 | 27.     | [ 66 ] |
| Lukas Hollaus | mężczyźni   | 18:38    | 0:40     | 57:38            | 0:29     | 31:34 | 1:48:59 | 34.     | [ 67 ] |
| Alois Knabl   | mężczyźni   | 17:55    | 0:45     | DNF              | DNF      | DNF   | DNF     | DNF     | [ 67 ] |

### Wioślarstwo
| Zawodnik                             | Konkurencja | Eliminacje | Eliminacje | Repasaż | Repasaż | Ćwierćfinały | Ćwierćfinały | Półfinały | Półfinały       | Finał   | Finał      | Miejsce | Źródło |
| Zawodnik                             | Konkurencja | Czas       | M.         | Czas    | M.      | Czas         | M.           | Czas      | M.              | Czas    | M.         | Miejsce | Źródło |
| ------------------------------------ | ----------- | ---------- | ---------- | ------- | ------- | ------------ | ------------ | --------- | --------------- | ------- | ---------- | ------- | ------ |
| Magdalena Lobnig                     | W1x         | 7:37,91    | 1.         | N/A     | N/A     | 7:58,20      | 2.           | 7:25,59   | 3. Półfinał A/B | 7:19,72 | 3. Finał A | brąz    | [ 68 ] |
| Valentina Cavallar Louisa Altenhuber | LW2x        | 7:26,22    | 5.         | 7:42,31 | 4.      | N/A          | N/A          | N/A       | N/A             | 7:22,25 | 2. Finał C | 14.     | [ 69 ] |

### Wspinaczka sportowa
| Zawodnik       | Konkurencja | Kwalifikacje           | Kwalifikacje | Kwalifikacje | Kwalifikacje | Kwalifikacje | Finał                  | Finał      | Finał       | Finał  | Pozycja | Źródło        |
| Zawodnik       | Konkurencja | Wyniki                 | Wyniki       | Wyniki       | Punkty       | Miejsce      | Wyniki                 | Wyniki     | Wyniki      | Punkty | Pozycja | Źródło        |
| Zawodnik       | Konkurencja | Wspinaczka na szybkość | Bouldering   | Prowadzenie  | Punkty       | Miejsce      | Wspinaczka na szybkość | Bouldering | Prowadzenie | Punkty | Pozycja | Źródło        |
| -------------- | ----------- | ---------------------- | ------------ | ------------ | ------------ | ------------ | ---------------------- | ---------- | ----------- | ------ | ------- | ------------- |
| Jakob Schubert | mężczyźni   | 12                     | 7            | 1            | 84           | 4.           | 7                      | 5          | 1           | 35     | brąz    | [ 70 ] [ 71 ] |
| Jessica Pilz   | kobiety     | 11                     | 9            | 2            | 198          | 6.           | 6                      | 5          | 3           | 90     | 7.      | [ 70 ] [ 72 ] |

### Żeglarstwo
| Zawodnik                       | Konkurencja  | Wyścig | Wyścig | Wyścig | Wyścig | Wyścig | Wyścig | Wyścig | Wyścig | Wyścig | Wyścig | Wyścig | Wyścig | Wyścig | Punkty | Finałowa pozycja | Źródło |
| Zawodnik                       | Konkurencja  | 1      | 2      | 3      | 4      | 5      | 6      | 7      | 8      | 9      | 10     | 11     | 12     | M*     | Punkty | Finałowa pozycja | Źródło |
| ------------------------------ | ------------ | ------ | ------ | ------ | ------ | ------ | ------ | ------ | ------ | ------ | ------ | ------ | ------ | ------ | ------ | ---------------- | ------ |
| Benjamin Bildstein David Hussl | 49er (m)     | 10     | 17     | 6      | 4      | 9      | 9      | 10     | 5      | 16     | 7      | 15     | 13     | 10     | 114    | 10.              | [ 73 ] |
| Tanja Frank Lorena Abicht      | 49erFX (k)   | 11     | 13     | 9      | 11     | 12     | 22 DNF | 19     | 7      | 9      | 17     | 15     | 20     | EL     | 143    | 17.              | [ 74 ] |
| Thomas Zajac Barbara Matz      | Nacra 17 (x) | 3      | 10     | 8      | 14     | 13     | 5      | 12     | 13     | 9      | 4      | 12     | 11     | EL     | 100    | 11.              | [ 75 ] |

* M – Wyścig medalowy